# لاندک (شهرستان سووپتسا)
لاندک (به لاتین: Lądek) یک روستا در لهستان است که در گمینا لاندک واقع شده‌است. لاندک ۷۹۰ نفر جمعیت دارد.